# Czapka foliowa
Ten artykuł opisuje teorie, metody lub czynności niezgodne ze współczesną wiedzą medyczną.

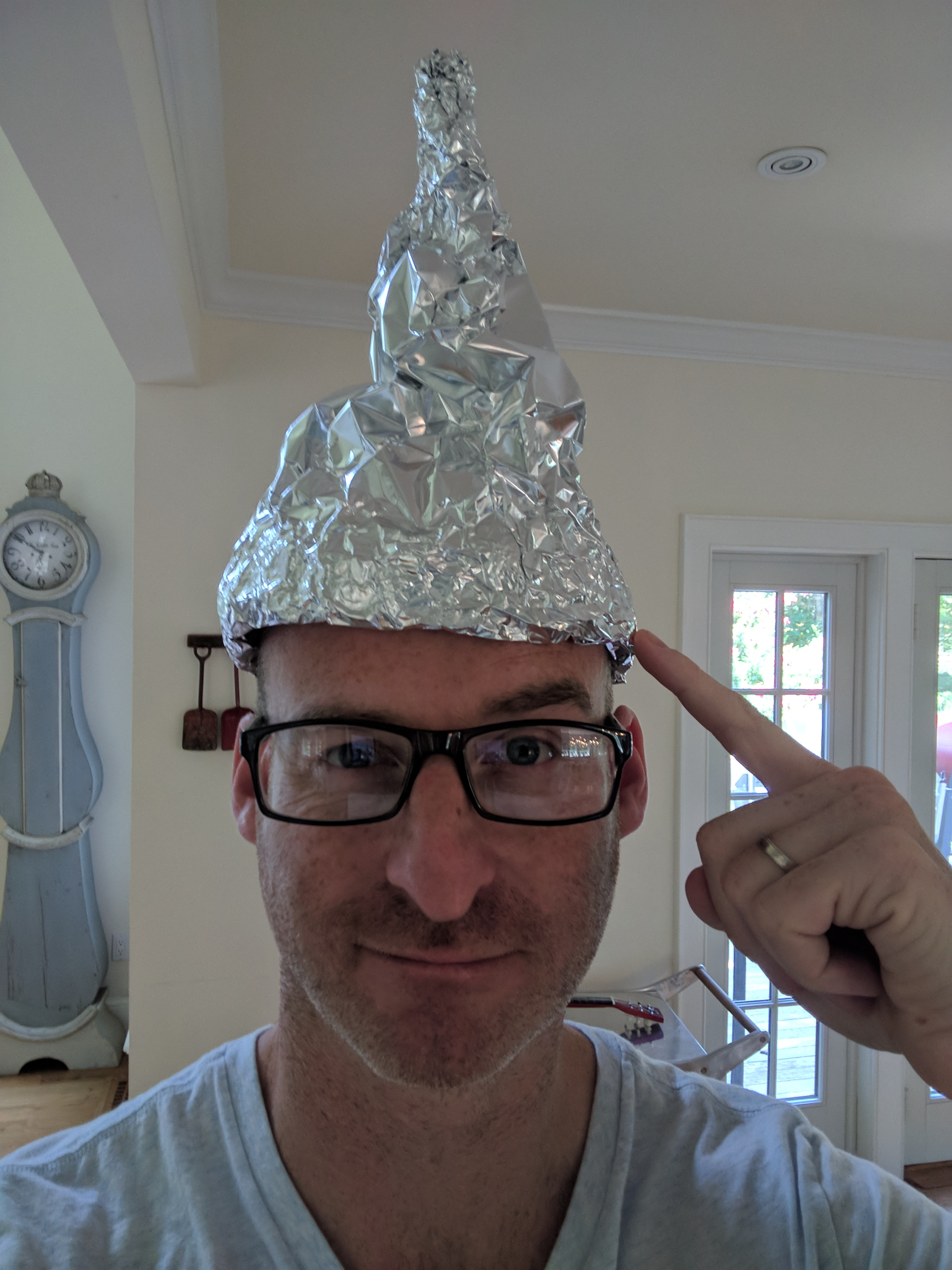
Mężczyzna w czapce foliowej

Czapka foliowa (ang. tin foil hat) – nakrycie głowy wykonane z arkuszy folii aluminiowej lub konwencjonalne nakrycie głowy wyłożone folią, noszone w przekonaniu, że (na zasadzie jakby ekranowania) chroni mózg przed takimi zagrożeniami, jak pola elektromagnetyczne, kontrola umysłu i czytanie w myślach. Noszenie samodzielnie wykonanych nakryć głowy dla takiej ochrony stało się popularnym stereotypem i synonimem paranoi, urojeń prześladowczych oraz wiary w pseudonaukę i teorie spiskowe.

## Teorie spiskowe
Osoby określane jako „foliarze” (ang. tin foil hatters) wierzą, że noszenie takich nakryć głowy uniemożliwia kontrolę umysłu przez rządy, szpiegów lub istoty nadprzyrodzone, które wykorzystują postrzeganie pozazmysłowe lub mikrofalowy efekt słuchowy. W wielu krajach osoby wierzące, że są „osobami docelowymi” lub „osobami ukierunkowanymi”, będącymi przedmiotem szpiegostwa rządowego lub nękania, opracowały strony internetowe, telekonferencje i spotkania wspierające, w czasie których analizują i rozwijają swoje przemyślenia, w tym ideę ochronnych nakryć głowy. Wśród psychologów panuje konsensus, że funkcjonowanie takich witryn i grup prowadzi do wzmacniania problemów psychicznych.
Liczne są przypadki wiary w istnienie „broni psychotronicznej” i jej eksperymentalne wykorzystywanie wobec ludzi przez tajne służby różnych krajów.

## Kultura masowa
Kanadyjsko-amerykański magazyn „Vice” opublikował artykuł, w którym stwierdzono, że obecność czapki z folii aluminiowej w kulturze popularnej „wywodzi się z bardzo dziwnego i proroczego opowiadania napisanego w 1927 roku przez Juliana Huxleya, brata bardziej znanego autora Aldousa i przyrodniego brata noblisty Andrew”, zatytułowanego Król z probówki, w którym główny bohater używa kapelusza wykonanego z nowo odkrytego, nieznanego wcześniej, odpornego na telepatię metalu, aby zapobiec kontroli umysłu przez naukowca-złoczyńcę. Z biegiem czasu termin „kapelusz z folii aluminiowej” został powiązany z paranoją i wiarą w teorie spiskowe.

## Podstawy naukowe
Od dłuższego czasu dokumentowany jest wpływ silnego promieniowania elektromagnetycznego na zdrowie. Skuteczność metalowej obudowy w blokowaniu promieniowania elektromagnetycznego zależy od grubości folii, co jest podyktowane „głębokością skóry” przewodnika dla określonego zakresu częstotliwości fal promieniowania. W przypadku folii aluminiowej o grubości pół milimetra promieniowanie powyżej około 20 kHz (tj. obejmujące fale radiowe) byłoby częściowo blokowane, chociaż folia aluminiowa nie jest sprzedawana w tej grubości, więc do osiągnięcia tego efektu wymagane byłoby wiele warstw folii.
Istnieje również przekonanie, że folia aluminiowa jest środkiem ochronnym przed skutkami promieniowania elektromagnetycznego o wielu nieokreślonych częstotliwościach. Istnieją doniesienia, że narażenie na promieniowanie elektromagnetyczne może mieć negatywne konsekwencje zdrowotne.
W 2005 roku eksperymentalne badanie przeprowadzone przez grupę studentów MIT wykazało, że czapki z folii aluminiowej chronią swoich użytkowników przed falami radiowymi w większości zakresu testowanego widma, ale wzmacniają niektóre częstotliwości, około 2,6 GHz i 1,2 GHz.